# Свинска опашка
Кабелна връзка (свинска опашка) (на английски: Cable tie) е приспособление за затягане, широко използвано за пристягане на предмети едни към други като например проводници и кабели. Поради ниската си цена и удобството, което предлагат, кабелните връзки са масово разпространени. Обикновено са пластмасови, но също така съществуват и различни варианти като например метални такива.
Кабелните връзки се затягат с помощта на специално квадратно връхче в единия край на пластмасовата лента, в което се промушва другият и край и чрез издърпване се затяга.
Кабелните връзки са откритие на американската компания Thomas & Betts, която през 1958 година започва да ги произвежда под името Ty-Rap. Оригиналното им предназначение е било да се използват за затягане на жици в самолетостроенето.